# 싱가포르 MRT 주롱리전선

싱가포르 MRT 주롱리전선(Jurong Region MRT line, JRL)은 싱가포르에서 개발 중인 MRT(Mass Rapid Transit) 노선이다. 이는 서부 지역, 특히 텡가 신도시와 그 주변 지역에 서비스를 제공하게 된다. 2001년 LRT(Light Rail Transit) 노선으로 처음 구상된 이 노선은 2000년대 내내 보류되다가 2013년 MRT 노선으로 현재의 반복이 확정되었다. 이 노선은 2027년부터 2029년까지 단계적으로 개통될 예정이다. 완전히 고가화되는 최초의 MRT 노선이 되고, 완전히 자동화되고 무인화되는 다섯 번째 MRT 노선이 된다.
JRL은 북쪽의 초아추강(Choa Chu Kang), 남쪽의 주롱 부두(Jurong Pier), 서쪽의 펭강 힐(Peng Kang Hill), 동쪽의 판단 저수지(Pandan Reservoir)를 서비스하는 24개 역을 보유하게 된다. 서클선의 일부인 호파빌라역까지의 웨스트코스트 확장이 고려 중이다. 선은 철도 지도에서 청록색으로 표시된다. 이는 싱가포르의 7번째 MRT 노선이 될 것이다. 현대로템이 공급하는 J151 열차를 3~4량 편성으로 사용하고, 무빙블록 신호시스템은 지멘스가 공급한다.